# Bolívar venezuelano

Banconota venezuelana da 20 000 bolívares, sostituiti dal 1º gennaio 2008 dai bolívares forti

Il bolívar venezuelano sovrano (Codice ISO 4217: VES; localmente abbreviato Bs.S.; plurale bolívares soberanos) è la moneta del Venezuela dal 20 agosto 2018, data dalla quale ha sostituito il bolívar venezuelano forte (Codice ISO 4217: VEF; localmente abbreviato Bs.F.; plurale bolívares fuertes) dopo un periodo di transizione. La principale ragione per tale sostituzione, avvenuta a un tasso di cambio di 1 Bs.S. = 100 000 Bs.F, è stata l'iperinflazione. Il 1º gennaio 2008, il medesimo bolívar forte aveva sostituito, al cambio di Bs.F. 1 = Bs. 1 000 a causa dell'inflazione, l'originario bolívar (Codice ISO 4217: VEB; localmente abbreviato Bs.; plurale: bolívares) introdotto nel 1879.
È suddiviso in 100 céntimos.

## Storia

### Bolívar
Il bolívar fu adottato con la legge monetaria del 1879, in sostituzione del venezolano (valuta che aveva avuto breve vita), al cambio di 5 bolívares = 1 venezolano. Inizialmente il valore del bolívar fu definito, sulla base di un sistema argenteo (silver standard), pari a 4,500 g di argento puro, seguendo i principi dell'Unione monetaria latina. La legge monetaria del 1887 fissò il bolívar d'oro come moneta legale, e il sistema aureo (gold standard) divenne pienamente operativo nel 1910. Il Venezuela uscì dal sistema aureo nel 1930 e, nel 1934, il tasso del bolívar fu fissato in riferimento al dollaro statunitense al cambio di 3,914 bolívar = 1 dollaro, rivalutato poi nel 1937 a 3,18 bolívar = 1 dollaro, cambio che sarebbe durato fino al 1941. Fino al febbraio 1983 il bolívar è stata la valuta della regione più stabile e più accettata a livello internazionale. Da allora, comunque, il valore della valuta è crollato, a causa dell'elevata svalutazione.
Dall'11 marzo 2005 la vecchia valuta è stata ufficialmente agganciata dal Banco Central de Venezuela al dollaro statunitense al cambio fisso di 2,15 bolívares = 1 dollaro.

### Bolívar fuerte
Il governo ha annunciato il 7 marzo 2007 che il bolívar sarebbe stato rivalutato al cambio di 1 a 1 000 dal 1º gennaio 2008 e rinominato bolívar fuerte allo scopo di facilitare transazioni e contabilità. Il nuovo nome è letteralmente traducibile come "bolívar forte", con riferimento anche a una vecchia moneta chiamata Peso fuerte del valore di 10 reales spagnoli.
Il nome "bolívar fuerte" è stato utilizzato solo temporaneamente al fine di permettere la distinzione dalla vecchia valuta che sarà in circolazione insieme alla nuova. Questa doppia circolazione è durata fino alla fine del 2009.
Il Banco Central de Venezuela sta promuovendo la nuova valuta con una campagna pubblicitaria e lo slogan: "Una economía fuerte, un bolívar fuerte, un país fuerte" (in italiano: "Un'economia forte, un bolívar forte, una nazione forte"). Nonostante questa campagna, alla data del novembre 2011, il valore del bolívar fuerte sul mercato nero oscillava a circa 8,60 Bs F per un dollaro USA, cioè il doppio rispetto al cambio fisso di 4,30. A luglio 2015, il bolivar raggiunge quota 616 Bs F per dollaro. A novembre 2016 il nuovo cambio al mercato nero raggiunge i 3774 Bs F contro il dollaro USA. È illegale pubblicare questa statistica in Venezuela.

## Monete

### Bolívar
Nel 1879 furono introdotte monete d'argento in tagli da 1⁄5, ½, 1, 2 e 5 bolívares, insieme a monete d'oro da 20 bolívares. Tra il 1886 e il 1889 vennero emesse anche monete d'oro da 100 bolívares. Nel 1894 furono introdotte monete d'argento da ¼ bolívar, seguite da monete di cupro-nichel da 5 e 12½ céntimos nel 1896.
Nel 1912 cessò la produzione di monete d'oro, mentre la produzione dei 5 bolívares finì nel 1936. Nel 1965 il nichel sostituì l'argento nei tagli da 25 e 50 céntimos, e lo stesso avvenne per quelli da 1 e 2 bolívares nel 1967. Nel 1971 furono emesse monete di cupro-nichel da 10 céntimos, con le ultime monete da 12½ céntimos emesse nel 1958. Una moneta di nichel da 5 bolívares fu introdotta nel 1973. Una lega d'acciaio (prima rame, poi nichel e cupro-nichel) venne utilizzata per i 5 céntimos dal 1974. Nel 1989 la lega di acciaio e nichel fu introdotta per tutti i tagli dai 25 céntimos ai 5 bolívares.
Nel 1998, dopo un periodo di alta inflazione, fu introdotta una nuova monetazione con tagli da 10, 20, 50, 100 e 500 bolívares.
Le precedenti monete erano:
- 10 bolívares
- 20 bolívares
- 50 bolívares
- 100 bolívares
- 500 bolívares
- 1.000 bolívares (introdotta nel 2005, ritirate poiché le monete riportavano il vecchio stemma).

Tutte le monete avevano il medesimo disegno. Sul diritto era rappresentato il profilo sinistro del Libertador Simón Bolívar, insieme all'iscrizione "Bolívar Libertador" entro un ettagono, a simboleggiare le sette stelle della bandiera. Sul rovescio era riportato lo stemma nazionale, cerchiato dal nome ufficiale del paese, con la data e la denominazione nel basso. Nel 2001 il disegno del rovescio fu cambiato, ponendo la denominazione della moneta a destra dello scudo dello stemma, semicerchiato dal nome ufficiale del paese e con l'anno d'emissione in basso.

### Bolívar fuerte
Le monete sono in tagli da 1, 5, 10, 12½, 25, 50 céntimos e 1 bolívar.
A dicembre 2016 il governo ha annunciato che entreranno in circolazione nuove monete da 10, 50 e 100 bolívares.

### Bolívar soberano
Il 20 agosto 2018, a causa della crisi economica e dell'iper inflazione del paese, il Venezuela adotta il Bolívar sovrano. Il cambiamento ha eliminato "cinque zeri" dalla moneta e l'ha ancorata all'andamento del valore del petrolio.

## Banconote

### Bolívar
Nel 1940 il Banco Central de Venezuela cominciò a emettere carta moneta, introducendo entro il 1945 i tagli da 10, 20, 50, 100 e 500 bolívares. Banconote da 5 bolívares furono emesse tra il 1966 e il 1974, quando vennero rimpiazzate da monete. Nel 1989 furono emesse banconote da 1, 2 e 5 bolívares.
All'avanzare dell'inflazione, cominciarono a essere introdotte banconote di valore facciale sempre maggiore: 1 000 bolívares nel 1991, 2 000 e 5 000 bolívares nel 1994, 10 000, 20 000 e 50 000 bolívares nel 1998. Le prime banconote da 20 000 bolívares furono realizzate con un colore verde simile a quello utilizzato per le banconote da 2 000; poiché questo ingenerava confusione, le nuove banconote furono realizzate con un nuovo colore verde oliva.
Le banconote erano emesse nei tagli seguenti.
| Serie fino al 1998          | Serie fino al 1998 | Serie fino al 1998 | Serie fino al 1998                            | Serie fino al 1998                                                              |
| Immagine                    | Valore facciale    | Anno d'emissione   | Diritto                                       | Rovescio                                                                        |
| --------------------------- | ------------------ | ------------------ | --------------------------------------------- | ------------------------------------------------------------------------------- |
|                             | 500 bolívares      | 1981               | Simón Bolívar                                 | Un ramo di orchidee                                                             |
|                             | 1 000 bolívares    | 1991               | Simón Bolívar                                 | Firma della dichiarazione d'indipendenza venezuelana                            |
|                             | 2 000 bolívares    | 1994               | Antonio José de Sucre                         | La battaglia di Junín                                                           |
|                             | 5 000 bolívares    | 1994               | Simón Bolívar e il suo stemma                 | Riproduzione del dipinto El 19 de Abril de 1810 di Juan Lovera                  |
|                             | 10 000 bolívares   | 1998               |                                               |                                                                                 |
| Serie tra il 1998 e il 2007 |                    |                    |                                               |                                                                                 |
|                             | 1 000 bolívares    | 1998               | Simón Bolívar                                 | Un ramo di orchidee, il Cerro El Ávila e il Pantheon Nazionale                  |
|                             | 2 000 bolívares    | 1998               | Andrés Bello                                  | Frailejonas e vista del Pico Bolívar                                            |
|                             | 5 000 bolívares    | 2000               | Francisco de Miranda                          | Due pesci angelo e panorama della diga Guri.                                    |
|                             | 10 000 bolívares   | 2000               | Antonio José de Sucre                         | Una farfalla "marpesia petreus" e il Supremo Tribunale di Giustizia             |
|                             | 20 000 bolívares   | 2000               | Simón Rodríguez e il Salto Angel sullo sfondo | Un'ara gialloblu e il Salto Angel                                               |
|                             | 50 000 bolívares   | 1998               | José María Vargas                             | La Piazza dello Studente nella Città universitaria di Caracas e il suo orologio |

### Bolívar fuerte

#### 2007- 2016
Le banconote sono emesse nei tagli seguenti.
| Serie del 2008 | Serie del 2008  | Serie del 2008   | Serie del 2008             | Serie del 2008                                            |
| Immagine       | Valore facciale | Anno d'emissione | Diritto                    | Rovescio                                                  |
| -------------- | --------------- | ---------------- | -------------------------- | --------------------------------------------------------- |
|                | 2 bolívares     | 2008             | Francisco de Miranda       | Delfino delle Amazzoni con le dune di Coro sullo sfondo   |
|                | 5 bolívares     | 2008             | Pedro Camejo               | Armadillo gigante con pianure sullo sfondo                |
|                | 10 bolívares    | 2008             | Cacique Guaicaipuro        | Aquila arpìa con le Cascate Ucaima sullo sfondo           |
|                | 20 bolívares    | 2008             | Luisa Cáceres de Arismendi | Tartaruga embricata con i Monti Macanao sullo sfondo      |
|                | 50 bolívares    | 2008             | Simón Rodríguez            | Orso dagli occhiali con Laguna Santo Cristo sullo sfondo  |
|                | 100 bolívares   | 2008             | Simón Bolívar              | Cardinalino del Venezuela con Cerro El Ávila sullo sfondo |

#### 2016 -2017
Visti gli elevati tassi di inflazione causati dalla crisi in Venezuela, a dicembre 2016 vennero emessi nuovi tagli da 500, 1.000, 2.000, 5.000, 10.000, e 20.000 bolívares.
I 2 e 5 Bs F sparirono dalla circolazione visto il loro poco valore (rimangono comunque a corso legale). Le banconote da 100 Bs F vennero tolte dalla circolazione per contrastare il mercato nero del cambio alla frontiera.
| Serie del 2016 | Serie del 2016   | Serie del 2016    | Serie del 2016             | Serie del 2016                                            |
| Immagine       | Valore facciale  | Anno di emissione | Dritto                     | Rovescio                                                  |
| -------------- | ---------------- | ----------------- | -------------------------- | --------------------------------------------------------- |
|                | 500 bolívares    | 2016              | Francisco de Miranda       | Delfino delle Amazzoni con le dune di Coro sullo sfondo   |
|                | 1 000 bolívares  | 2016              | Pedro Camejo               | Armadillo gigante con pianure sullo sfondo                |
|                | 2 000 bolívares  | 2016              | Cacique Guaicaipuro        | Aquila arpìa con le Cascate Ucaima sullo sfondo           |
|                | 5 000 bolívares  | 2016              | Luisa Cáceres de Arismendi | Tartaruga embricata con i Monti Macanao sullo sfondo      |
|                | 10 000 bolívares | 2016              | Simón Rodríguez            | Orso dagli occhiali con Laguna Santo Cristo sullo sfondo  |
|                | 20 000 bolívares | 2016              | Simón Bolívar              | Cardinalino del Venezuela con Cerro El Ávila sullo sfondo |

### Bolívar soberano

#### 2018
A causa della crisi economica e della iperinflazione, dal 20 agosto 2018 vengono tolti cinque zeri dalle monete, creando una nuova valuta, il bolivar sovrano che sostituisce il bolivar forte al cambio appunto di uno a centomila.
| Serie del 2018 | Serie del 2018  | Serie del 2018    | Serie del 2018        | Serie del 2018                                                               |
| Immagine       | Valore facciale | Anno di emissione | Dritto                | Rovescio                                                                     |
| -------------- | --------------- | ----------------- | --------------------- | ---------------------------------------------------------------------------- |
|                | 2 bolívares     | 2018              | Josefa Camejo         | Pappagallo giallo-incoronato con il parco nazionale di Morrocoy sullo sfondo |
|                | 5 bolívares     | 2018              | José Felix Ribas      | Atelopus cruciger con l'Henri Pittier National Park sullo sfondo             |
|                | 10 bolívares    | 2018              | Rafael Urdaneta       | Formichiere gigante con il fulmine Catatumbo sullo sfondo                    |
|                | 20 bolívares    | 2018              | Simón Rodríguez       | Giaguaro con il parco nazionale Waraira Repano sullo sfondo                  |
|                | 50 bolívares    | 2018              | Antonio José de Sucre | Cunaguaro con il parco nazionale della penisola di Paria sullo sfondo        |
|                | 100 bolívares   | 2018              | Ezequiel Zamora       | Ateles hybridus con il parco nazionale Guatopo sullo sfondo                  |
|                | 200 bolívares   | 2018              | Francisco de Miranda  | Ara militare con il parco nazionale di Waraira Repano sullo sfondo           |
|                | 500 bolívares   | 2018              | Simón Bolívar         | Icterus icterus con il Macarao National Park sullo sfondo                    |